# Xenochlaena porphyropa
Xenochlaena porphyropa là một loài bướm đêm trong họ Geometridae.